# Max, amor meu
Max, amor meu (マックス、モン・アムール, Makkusu, el meu amor) és una pel·lícula japonesa dirigida per Nagisa Oshima, estrenada l'any 1986.

## Argument
Peter, diplomàtic anglès amb plaça a París, sospita que la seva dona Margaret manté una relació extra conjugal. Tot seguit contracta un detectiu privat, i descobreix que ella ha llogat un pis. Després d'aconseguir la clau descobreix que l'amant de la seva dona és un ximpanzé anomenat Max.

## Repartiment
- Charlotte Rampling : Margaret Jones
- Anthony Higgins : Peter Jones
- Victoria Abril : Maria
- Anne-Marie Besse : Suzanne
- Fabrice Luchini : Nicolas
- Nicole Calfan : Hélène
- Pierre Étaix : El detectiu
- Bernard Haller : Robert
- Sabine Haudepin : Françoise, la prostituta
- Bernard-Pierre Donnadieu : Archibald
- Christopher Hovik : Nelson Jones
- Bonnafet Tarbouriech : El veterinari

Max és interpretat per la titellaire Ailsa Berk, coneguda per les seves intervencions a Star Wars, episodi VI: El Retorn del Jedi, Greystoke i Doctor Who. No surt als crèdits.

## Premis
1986: Festival de Cannes: Nominada a la Palma d'Or (millor pel·lícula)